# 하이젠베르크 묘사
하이젠베르크 묘사(Heisenberg picture)란 상태 벡터는 시간과 무관하지만 연산자를 시간의존적으로 놓는 양자역학의 수식화이다. 연산자를 시간과 무관하게 놓고 상태 벡터를 시간의존적으로 다루는 슈뢰딩거 묘사와 대조적인 수식화이다.

## 시간 변화시킬 방법의 선택
시간 t0에서의 어떤 상태 |ψ〉를 생각해 보자. 물리량 A의 시간 t 에서의 기댓값 〈A〉t은 다음과 같이 주어진다.
{\displaystyle {\begin{aligned}\langle A\rangle _{t}&=\langle \psi (t)|A|\psi (t)\rangle \\&=\langle \psi |U^{\dagger }AU|\psi \rangle \end{aligned}}}
여기서 U는 시간 변화 연산자이다. 이를 표현하기 위해 시간 변화에 대해 연산자와 상태 벡터가 어떻게 변화할지 다음과 같은 두 방법을 선택할 수 있다.
1. 상태 벡터가 변함, 연산자는 시간무관하다.
{\displaystyle |\psi \rangle \mapsto U|\psi \rangle ,\quad \;A\mapsto A}
2. 상태 벡터는 시간 무관, 연산자가 변한다.
{\displaystyle |\psi \rangle \mapsto |\psi \rangle ,\quad \quad A\mapsto U^{\dagger }AU}

전자를 선택하는 경우 슈뢰딩거 묘사, 후자를 선택하는 경우 하이젠베르크 묘사가 된다.

## 하이젠베르크 묘사
하이젠베르크 묘사에서는 상태 벡터 |ψ〉는 시간 t에 무관하지만 연산자 A는 시간에 따라 변하며 아래의 하이젠베르크 운동방정식(Heisenberg equation of motion)을 만족한다.
{\displaystyle {\frac {dA}{dt}}={\frac {1}{i\hbar }}[A,H]+{\frac {\partial A}{\partial t}}}
여기서 H는 해밀토니안 연산자, [·, ·]는 교환자를 나타낸다.
슈뢰딩거 묘사와는 달리 하이젠베르크 묘사에서는 각 물리량들의 고전역학과의 유사성을 쉽게 발견할 수 있다. 슈뢰딩거 묘사에서는 물리량을 나타내는 연산자가 아니라 상태 벡터가 시간에 따라 변화하기 때문에 상태 벡터를 사용하지 않는 고전역학과의 동역학적 유사성을 직관적으로 찾기 힘들다. 그에 반해 하이젠베르크 묘사에서는 연산자의 운동방정식이 고전역학의 해밀턴 역학에서 물리량의 시간 변화를 나타내는 방정식
{\displaystyle {\frac {dA}{dt}}=[A,H]_{\mathrm {cl} }+{\frac {\partial A}{\partial t}}}
(여기서 [·, ·]cl는 푸아송 괄호)과 운동방정식이 유사해 양자역학과 고전역학과의 동역학적 유사성을 쉽게 찾을 수 있다. 예를 들어, 뉴턴의 제2법칙
{\displaystyle m{\frac {d^{2}\mathbf {x} }{dt^{2}}}=-\nabla V(\mathbf {x} )}
은 물리량들을 양자역학적 연산자로 승격시켜 다루면 슈뢰딩거 묘사에서는 비문이 되지만 하이젠베르크 묘사에선 운동방정식을 통해 위 식을 얻을 수 있다.

## 같이 보기
- 슈뢰딩거 묘사
- 상호작용 묘사
- 슈뢰딩거 방정식
- 브라-켓 표기법

## 참고 문헌
- J.J. Sakurai (1994). 《Modern Quantum Mechanics》 Revis판. Addison-Wesley.